# La Veuve (Marne)
Pour les articles homonymes, voir La Veuve.
La Veuve est une commune française, située dans le département de la Marne en région Grand Est.

## Géographie

### Situation
La veuve est une commune périurbaine de la Marne dans le Châlonnais, séparé de Châlons-en-Champagne par les communes de Recy et de Saint-Martin-sur-le-Pré, et situé à vol d'oiseau à 9 km au nord-ouest de la ville-préfecture et à 32 km au sud-est de Reims.
Elle se trouve dans l'aire urbaine de Châlons-en-Champagne, ainsi que dans sa zone d'emploi et dans son bassin de vie.

### Communes limitrophes
Les communes limitrophes sont  Bouy, Juvigny, La Neuville-au-Temple, Les Grandes-Loges et Recy.
| Les Grandes-Loges | Bouy     | Saint-Hilaire-au-Temple |
| Juvigny           | La Veuve | Dampierre-au-Temple     |
|                   | Recy     |                         |

### Géologie et relief
La superficie de la commune est de 24,41 km2 ; son altitude varie de 83  à   143 mètres.

### Hydrographie

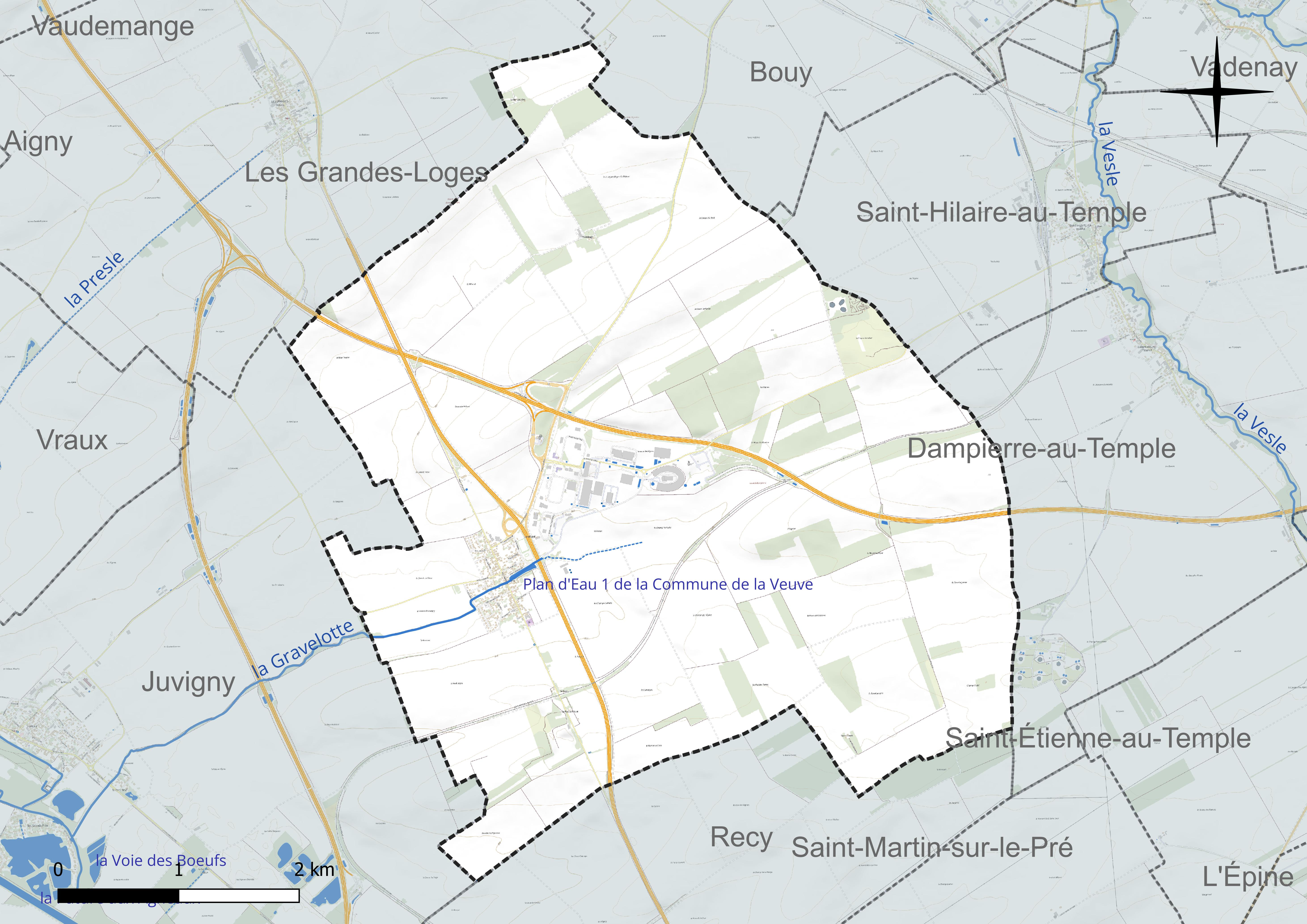
Réseau hydrographique de la Veuve.

La commune est traversée par la ligne de partage des eaux entre les régions hydrographiques « la Seine de sa source au confluent de l'Oise (exclu) » et « la Seine du confluent de l'Oise (inclus) à l'embouchure » au sein du bassin Seine-Normandie.
Elle est drainée par la Gravelotte, qui y prend sa source,.
La Gravelotte, d'une longueur de 12 km, prend sa source dans la commune et se jette dans la Marne à Aigny, après avoir traversé quatre communes.
Un plan d'eau complète le réseau hydrographique : le plan d'eau 1 de la commune de la Veuve (0,9 ha),.

### Climat
Pour des articles plus généraux, voir Climat du Grand Est et Climat de la Marne.
En 2010, le climat de la commune est de type climat océanique dégradé des plaines du Centre et du Nord, selon une étude du Centre national de la recherche scientifique s'appuyant sur une série de données couvrant la période 1971-2000. En 2020, Météo-France publie une typologie des climats de la France métropolitaine dans laquelle la commune est exposée à un climat océanique altéré et est dans la région climatique Nord-est du bassin Parisien, caractérisée par un ensoleillement médiocre, une pluviométrie moyenne régulièrement répartie au cours de l’année et un hiver froid (3 °C).
Pour la période 1971-2000, la température annuelle moyenne est de 10,1 °C, avec une amplitude thermique annuelle de 15,7 °C. Le cumul annuel moyen de précipitations est de 689 mm, avec 11,5 jours de précipitations en janvier et 8,3 jours en juillet. Pour la période 1991-2020, la température moyenne annuelle observée sur la station météorologique de Météo-France la plus proche, « Fagnières-Inra », sur la commune de Fagnières à 7 km à vol d'oiseau, est de 11,2 °C et le cumul annuel moyen de précipitations est de 632,3 mm. 
La température maximale relevée sur cette station est de 41,8 °C, atteinte le 25 juillet 2019 ; la température minimale est de −21 °C, atteinte le 6 janvier 1985,,.
Les paramètres climatiques de la commune ont été estimés pour le milieu du siècle (2041-2070) selon différents scénarios d'émission de gaz à effet de serre à partir des nouvelles projections climatiques de référence DRIAS-2020. Ils sont consultables sur un site dédié publié par Météo-France en novembre 2022.

## Urbanisme

### Typologie
Au 1er janvier 2024, La Veuve est catégorisée bourg rural, selon la nouvelle grille communale de densité à sept niveaux définie par l'Insee en 2022.
Elle est située hors unité urbaine. Par ailleurs la commune fait partie de l'aire d'attraction de Châlons-en-Champagne, dont elle est une commune de la couronne,. Cette aire, qui regroupe 97 communes, est catégorisée dans les aires de 50 000 à moins de 200 000 habitants,.

### Occupation des sols

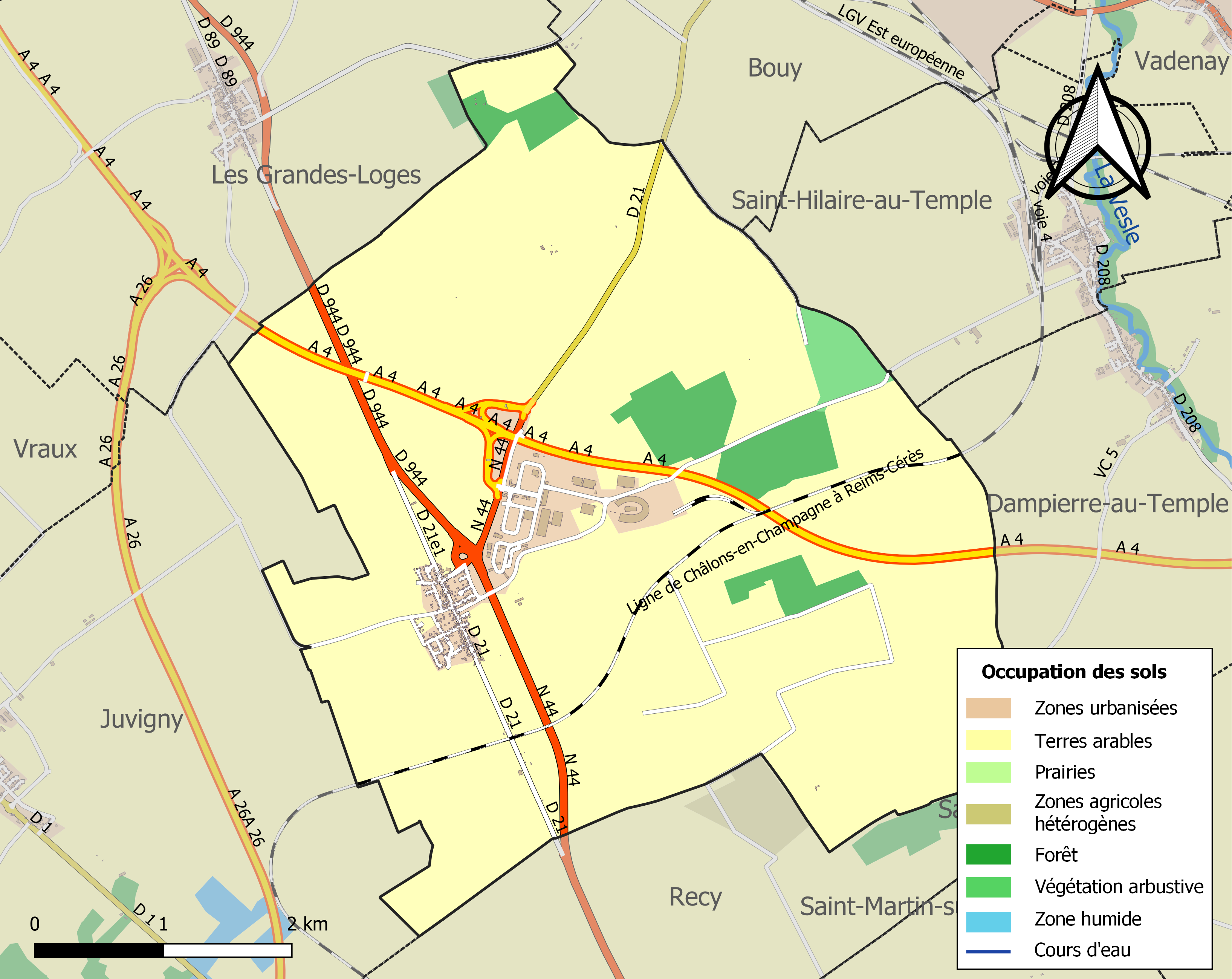
Carte des infrastructures et de l'occupation des sols de la commune en 2018 (CLC).

L'occupation des sols de la commune, telle qu'elle ressort de la base de données européenne d’occupation biophysique des sols Corine Land Cover (CLC), est marquée par l'importance des territoires agricoles (87,8 % en 2018), en diminution néanmoins par rapport à 1990 (89,6 %).
La répartition détaillée en 2018 est la suivante : terres arables (87,8 %), forêts (5,4 %), zones industrielles ou commerciales et réseaux de communication (4,3 %), zones urbanisées (1,3 %), milieux à végétation arbustive et/ou herbacée (1,2 %).
L'évolution de l’occupation des sols de la commune et de ses infrastructures peut être observée sur les différentes représentations cartographiques du territoire : la carte de Cassini (XVIIIe siècle), la carte d'état-major (1820-1866) et les cartes ou photos aériennes de l'IGN pour la période actuelle (1950 à aujourd'hui).

### Habitat et logement
En 2021, le nombre total de logements dans la commune était de 255, alors qu'il était de 249 en 2016 et de 238 en 2011.
Parmi ces logements, 95,4 % étaient des résidences principales, 0,4 % des résidences secondaires et 4,2 % des logements vacants. Ces logements étaient pour 98,1 % d'entre eux des maisons individuelles et pour 1,5 % des appartements.
Le tableau ci-dessous présente la typologie des logements à la La Veuve en 2021 en comparaison avec celle de la Marne et de la France entière. Une caractéristique marquante du parc de logements est ainsi la faible proportion des résidences secondaires et logements occasionnels (0,4 %) par rapport au département (3,4 %) et à la France entière (9,7 %).
| Typologie                                               | La Veuve | Marne | France entière |
| ------------------------------------------------------- | -------- | ----- | -------------- |
| Résidences principales (en %)                           | 95,4     | 87,5  | 82,2           |
| Résidences secondaires et logements occasionnels (en %) | 0,4      | 3,4   | 9,7            |
| Logements vacants (en %)                                | 4,2      | 9,1   | 8,1            |

### Transports et voies de communication

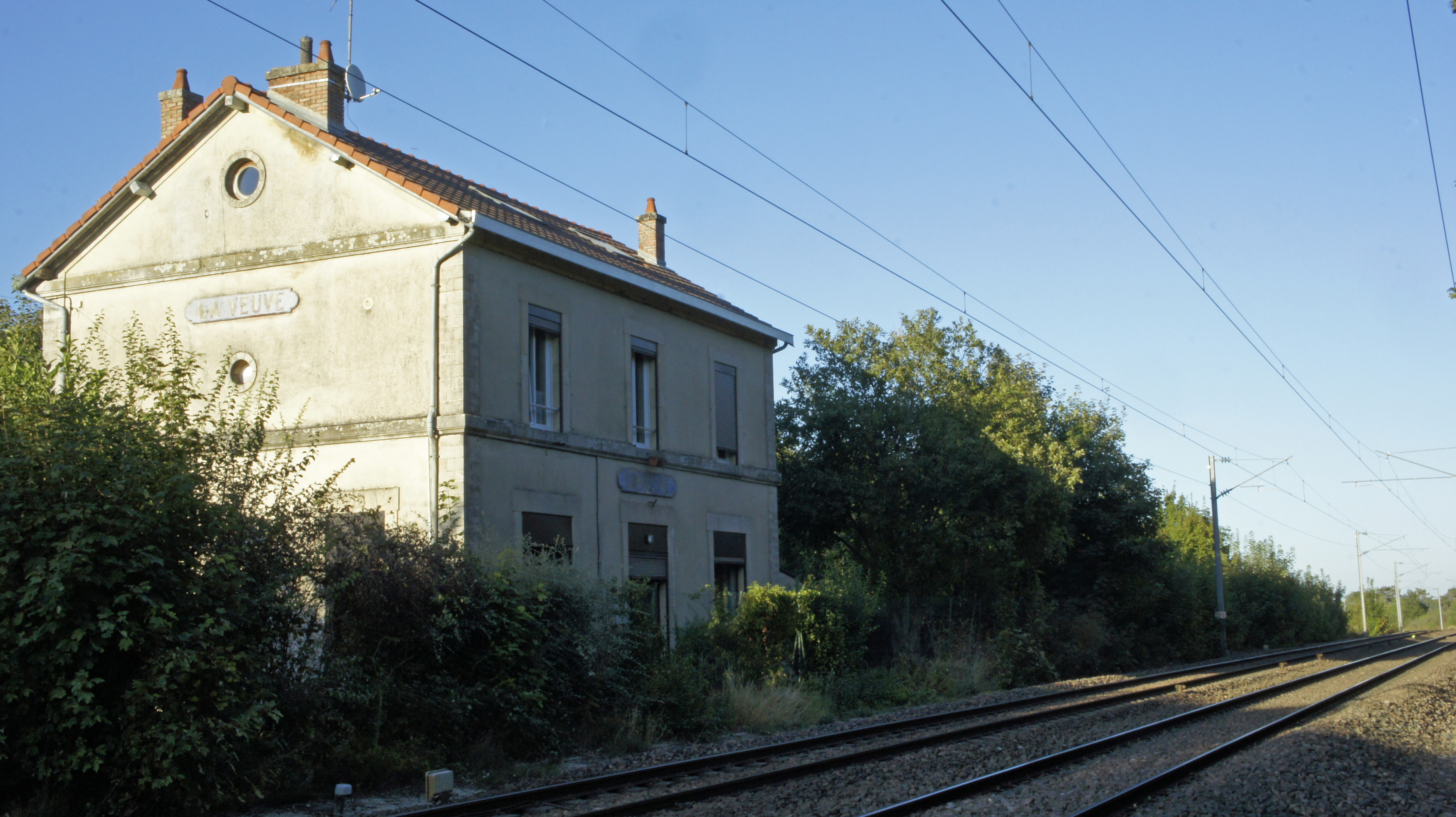
L'ancienne gare de La Veuve.

Le village, traversé par l'autoroute A4 (France), qui y a une sortie, ainsi que par la route nationale 44 aménagée en voie rapide, est desservi par la RD 21, ce qui lui donne un accès aisé à Châlons-en-Champagne.
La gare de La Veuve, située sur la Ligne de Châlons-en-Champagne à Reims-Cérès est fermée, et la station de chemin de fer la plus proche est la
gare de Châlons-en-Champagne, desservie par des TGV inOui venant de Paris-Est et de Bar-le-Duc, ainsi que par des trains du réseau TER Grand Est (lignes de Châlons-en-Champagne à Reims, à Saint-Dizier et à Nancy-Ville, de Paris-Est à Saint-Dizier ou Strasbourg-Ville, et de Reims à Dijon)

## Toponymie
Le nom de la localité est attesté sous les formes Vidua (865) ; Domus canonicorum Vidue (1132) ; Laveve (1189) ; Vova (vers 1222) ; La Trinité de la Veve (1257) ; La Vefve (1369) ; La Vesve (1375) ; La Wuefve (1380) ; La Veufve (1503) ; Laveuve (1804).
Du gaulois vidua, variante féminine de vidu- « arbre, bois ».
Au cours de la Révolution française, la commune porte temporairement le nom de La Voix-du-Peuple.

## Histoire

### Préhistoire
Des objets de l'Âge du fer ont été trouvés à La Veuve et sont préservés au musée d'Épernay.
Une tombe à char a également été retrouvée,.

Objets de l'Âge du Fer préservés au musée d'Épernay
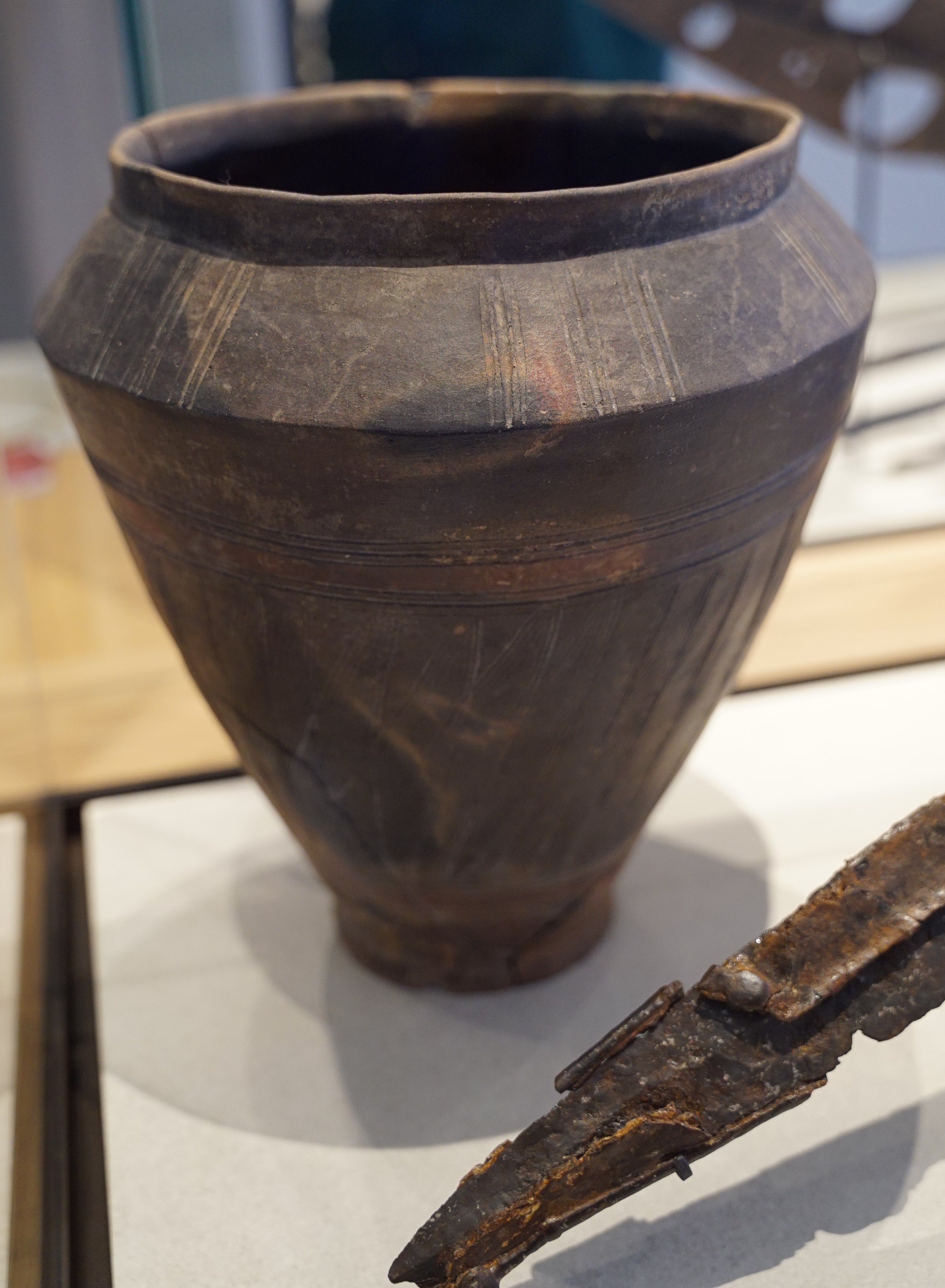
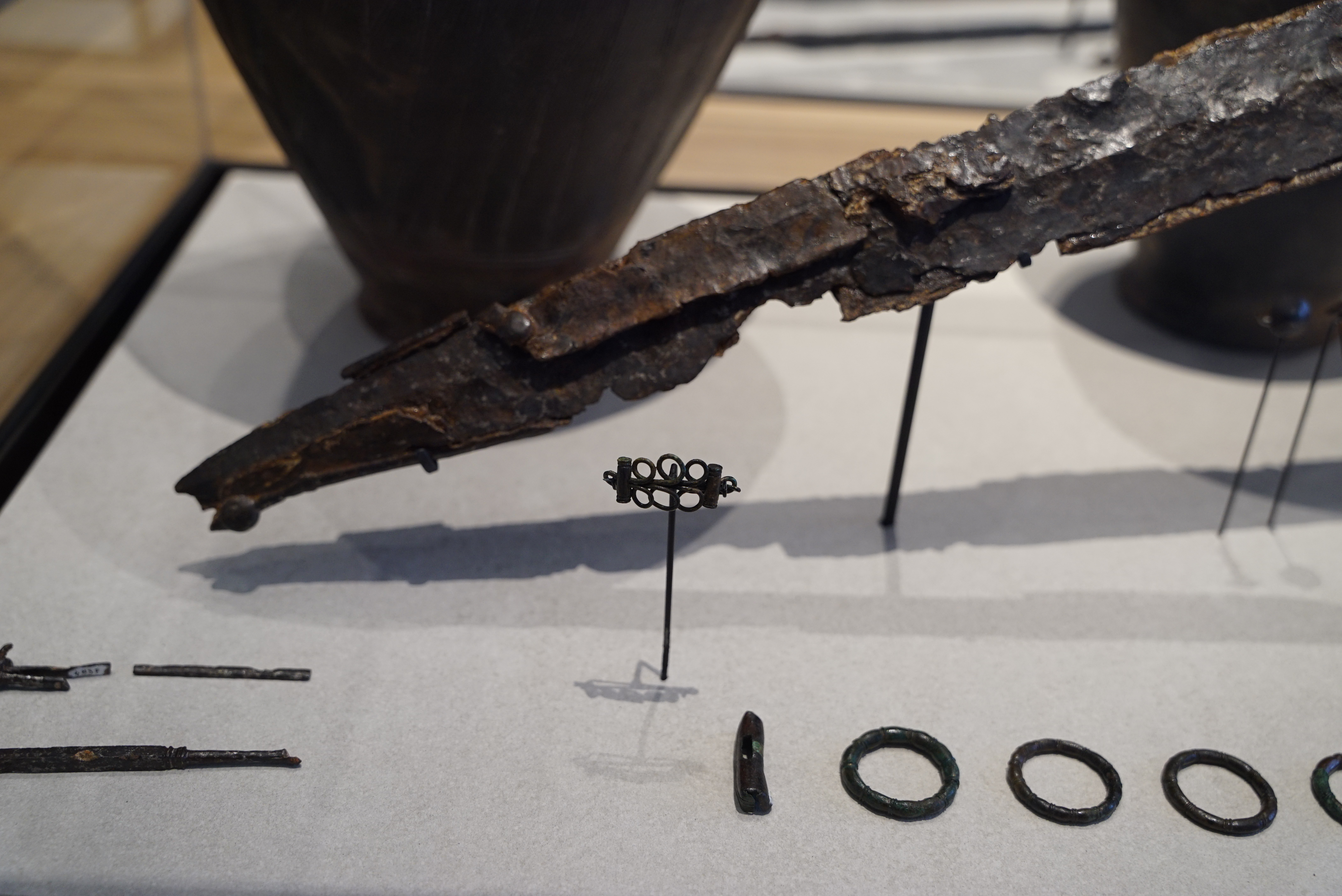
Fibule
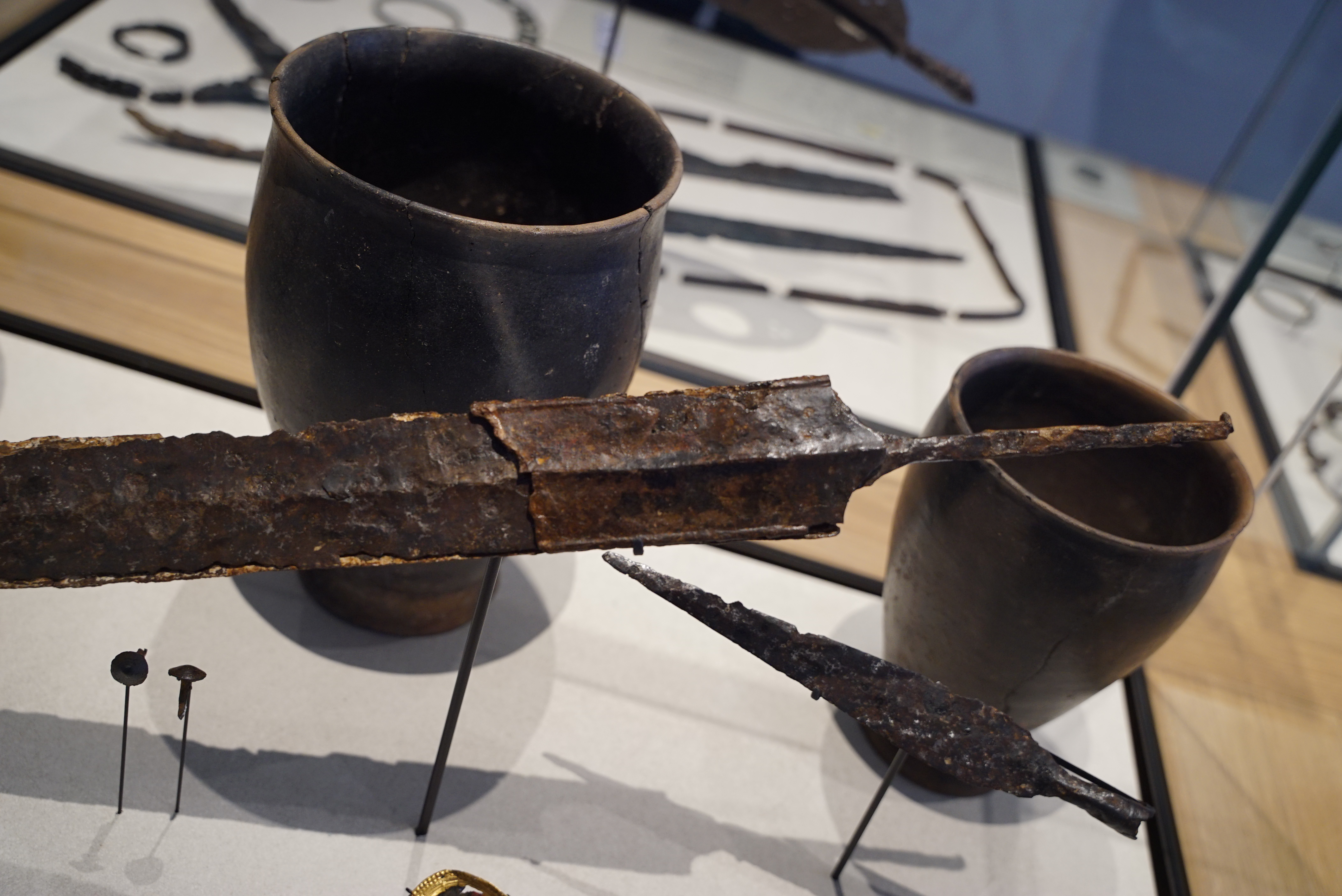

### Antiquité
Le village était situé sur la voie romaine reliant Châlons à Reims
Lors de fouilles menées en 2020, les vestiges de bâtiments de l’époque gallo-romaine ont été découverts et ont permis d'appréhender leurs évolutions successives du Ier au IVe siècle.

## Politique et administration

### Rattachements administratifs et électoraux

#### Rattachements administratifs
La commune se trouve dans l'arrondissement de Châlons-en-Champagne du département de la Marne.
Elle faisait partie de 1801 à 1973 du canton de Châlons, année où celui-ci est scindé et la commune rattachée au canton de Châlons-sur-Marne-2. Dans le cadre du redécoupage cantonal de 2014 en France, cette circonscription administrative territoriale a disparu, et le canton n'est plus qu'une circonscription électorale.

#### Rattachements électoraux
Pour les élections départementales, la commune fait partie depuis 2014 du canton de Châlons-en-Champagne-2.
Pour l'élection des députés, elle fait partie de la quatrième circonscription de la Marne.

### Intercommunalité
La Veuve est membre de la communauté d'agglomération de Châlons-en-Champagne, un établissement public de coopération intercommunale (EPCI) à fiscalité propre initialement créé en 2000 et auquel la commune a transféré un certain nombre de ses compétences, dans les conditions déterminées par le code général des collectivités territoriales.

### Liste des maires
| Période                                  | Période                        | Identité        | Étiquette | Qualité                                     |
| ---------------------------------------- | ------------------------------ | --------------- | --------- | ------------------------------------------- |
| Les données manquantes sont à compléter. |                                |                 |           |                                             |
|                                          |                                |                 |           |                                             |
| avant 1877                               |                                | M. Ivonnet      |           |                                             |
|                                          |                                |                 |           |                                             |
| 1929                                     |                                | A. Yvonnett     |           |                                             |
|                                          |                                |                 |           |                                             |
| avant 1995                               | juin 1995                      | Patrick Wauthy  |           |                                             |
| juin 1995                                | En cours (au 30 novembre 2023) | Gérard Galichet | UMP-LR    | Agriculteur Réélu pour le mandat 2020-2026, |

## Équipements et services publics

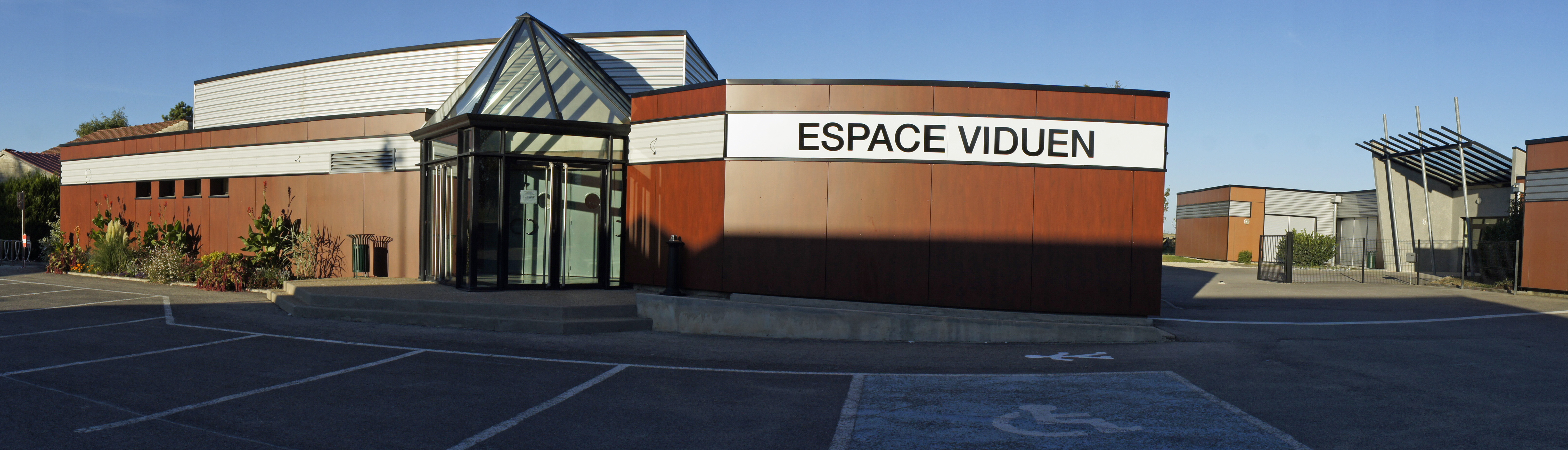
L'espace Viduen

La commune dispose d'une salle des fêtes, l'espace Viduen.

### Espaces publics
La commune a obtenu trois Fleur au Concours des villes et villages fleuris.

## Population et société
Les habitants sont les Viduens et les Viduennes.

### Démographie
L'évolution du nombre d'habitants est connue à travers les recensements de la population effectués dans la commune depuis 1793. Pour les communes de moins de 10 000 habitants, une enquête de recensement portant sur toute la population est réalisée tous les cinq ans, les populations de référence des années intermédiaires étant quant à elles estimées par interpolation ou extrapolation. Pour la commune, le premier recensement exhaustif entrant dans le cadre du nouveau dispositif a été réalisé en 2006.

En 2022, la commune comptait 603 habitants, en évolution de −2,74 % par rapport à 2016 (Marne : −1,19 %, France hors Mayotte : +2,11 %).
| 1793 | 1800 | 1806 | 1821 | 1831 | 1836 | 1841 | 1846 | 1851 |
| ---- | ---- | ---- | ---- | ---- | ---- | ---- | ---- | ---- |
| 329  | 345  | 344  | 328  | 338  | 335  | 330  | 308  | 323  |

| 1856 | 1861 | 1866 | 1872 | 1876 | 1881 | 1886 | 1891 | 1896 |
| ---- | ---- | ---- | ---- | ---- | ---- | ---- | ---- | ---- |
| 330  | 344  | 356  | 353  | 343  | 328  | 293  | 278  | 297  |

| 1901 | 1906 | 1911 | 1921 | 1926 | 1931 | 1936 | 1946 | 1954 |
| ---- | ---- | ---- | ---- | ---- | ---- | ---- | ---- | ---- |
| 278  | 258  | 250  | 244  | 279  | 278  | 257  | 256  | 260  |

| 1962 | 1968 | 1975 | 1982 | 1990 | 1999 | 2006 | 2011 | 2016 |
| ---- | ---- | ---- | ---- | ---- | ---- | ---- | ---- | ---- |
| 268  | 234  | 288  | 347  | 522  | 534  | 629  | 621  | 620  |

| 2021 | 2022 | - | - | - | - | - | - | - |
| ---- | ---- | - | - | - | - | - | - | - |
| 601  | 603  | - | - | - | - | - | - | - |

## Économie
Une zone d'activité gérée par la chambre de commerce et d'industrie est située sur la commune.

## Culture locale et patrimoine

### Lieux et monuments

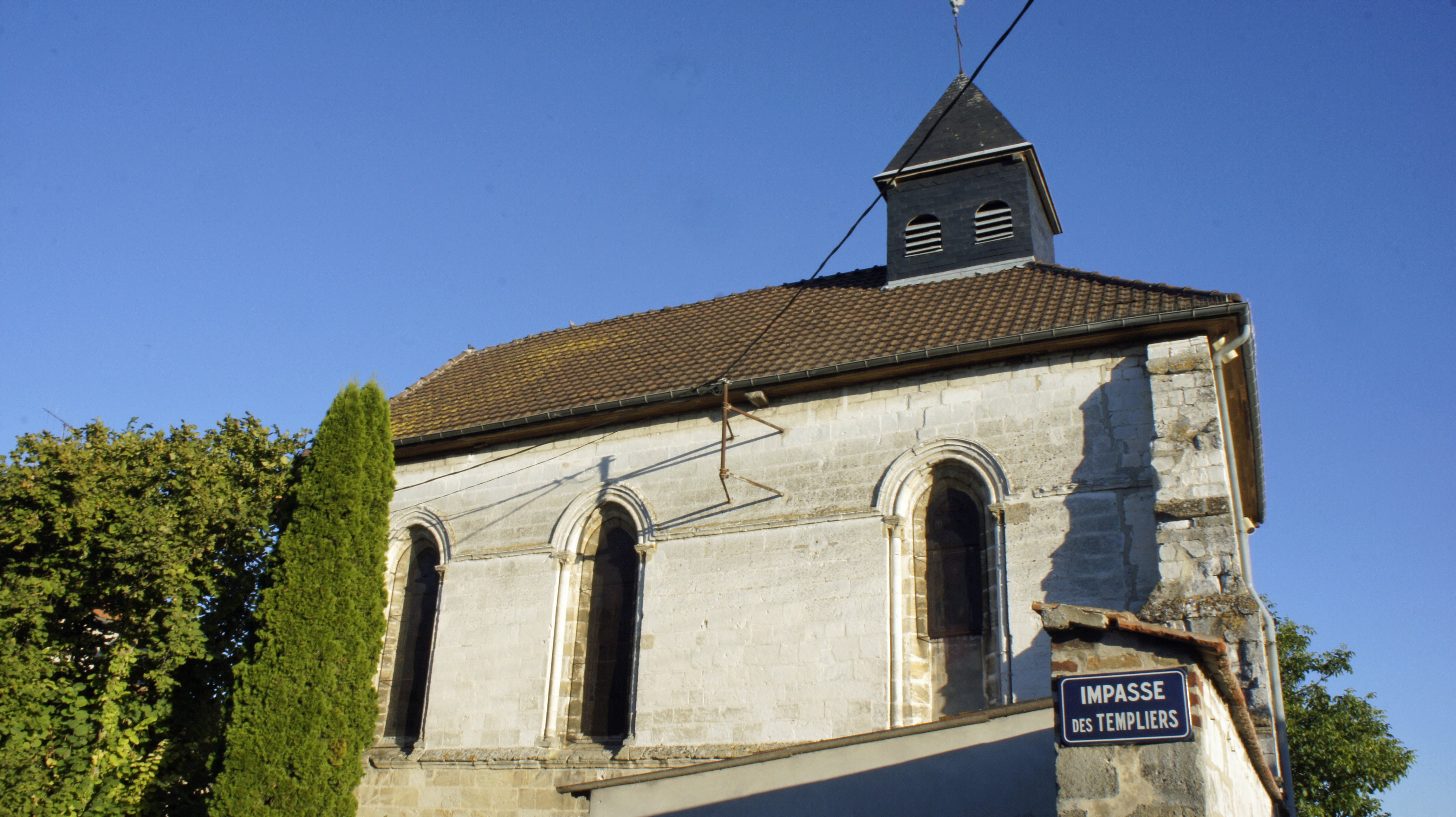
Côté de l'église dans l'impasse des Templiers.

- L'église Sainte-Madeleine date du XIIIe siècle, qui était une ancienne chapelle des Trinitaires[21]. 
Son maître autel avec retable du XVIIIe siècle est  Classé MH (1966)[32].

### Héraldique
| Blason de La Veuve (Marne) | Blason  | D'azur à la croix pattée alésée d'or, au chef d'argent chargé de trois coquilles de gueules. |
| Blason de La Veuve (Marne) | Détails | Le statut officiel du blason reste à déterminer.                                             |

## Pour approfondir